# 西迪烏里亞舍
35°11′20″N 1°30′23″W / 35.18889°N 1.50639°W

西迪烏里亞舍（阿拉伯语：‎），是阿爾及利亞的城鎮，位於該國西北部艾因泰穆尚特省，由烏勒哈薩蓋拉巴區負責管轄，面積64平方公里，2010年人口6,082，人口密度每平方公里95人。